# Litijum hidroksid
Litijum hidroksid je neorgansko jedinjenje sa formulom LiOH. On je bela higroskopna kristalna supstanca. On je rastvoran u vodi i u maloj meri u etanolu. On je dostupan na tržištu u anhidratnoj formi i kao monohidrat. Obe forme su jake baze.

## Produkcija i reakcije
Litijum hidroksid se proizvodi reakcijom između litijum karbonata i kalcijum hidroksida:
Inicijalno proizvedeni hidrat se dehidratiše zagrevanjem u vakuumu na do 180 °.
U laboratoriji, litijum hidroksid se formira dejstvom vode na litijum ili litijum oksid. Ti procese slede sledeće jednačine: 
Tipično se te reakcije izbegavaju.
Mada je litijum karbonat u široj upotrebi, hidroksid je efektivan prekurzor litijumovih soli, npr.

## Spoljašnje veze
- Internacionalna karta hemijske bezbednosti 0913 (anhidrat)
- Internacionalna karta hemijske bezbednosti 0914 (monohidrat)